# Giuseppe Valenzini
Giuseppe Valenzini (Trieste, 16 marzo 1881 – Padova, 27 gennaio 1955) è stato un dirigente sportivo italiano, presidente del Padova nel 1913.

## Biografia
Ragioniere, guida il Padova solo per un anno. Getta le basi per il passaggio del Padova ai campionati nazionali. Trasforma una squadra di principianti in una compagine competitiva prima a livello regionale e poi nazionale. Allo scoppiare della guerra parte per il fronte lasciando la carica di presidente a Eugenio Vianello.
Nel 1948 in occasione del 50º anniversario della F.I.G.C. fu insignito del titolo di pioniere del calcio italiano.